# عبد القوي حاميم
الشيخ عبد القوي إبراهيم حاميم (1929م – 1965م) من مواليد عام 1348 هـ بقرية «بيت حاميم»، مديرية خدير – محافظة تعز. عضو مجلس قيادة الثورة في الجمهورية العربية اليمنية، وأحد أبرز من ساهم في التخطيط والتحضير والمشاركة في قيام ثورة السادس والعشرين من سبتمبر، عام 1962م.

## بدايته
تلقى العلوم الأساسية في صغره على طريق التعليم التقليدي في كُتاب أو (معلامة) قريته، ثم أرسله والده إلى مدينة زبيد لتلقي العلوم الدينية. وقد قضى معظم طفولته كرهينة لدى الإمام يحيى حميد الدين بقلعة القاهرة، حيث كان أحد تلامذة الأستاذ المناضل قاسم غالب (وزير المعارف في وقت لاحق). والده هو الشيخ إبراهيم حاميم، أحد أكبر مشائخ لواء تعز في منتصف القرن العشرين، والذي كان مسؤولاً عن تهريب وتدبير سفر الأحرار الفارين من بطش الإمام إلى عدن، من أمثال الشيخ مطيع بن عبد الله دماج والأستاذ قاسم غالب والشيخ عبد الله بن حسن أبو راس والأستاذ عقيل عثمان والقاضي محمد محمود الزبيري والأستاذ أحمد محمد نعمان والأستاذ زيد الموشكي والأستاذ أحمد الشامي وغيرهم، بحكم سيطرته على الحدود الشرقية للواء تعز. زُج به في السجن خلال منتصف خمسينيات القرن العشرين بسبب آرائه المعارضة لحكم الإمام أحمد حميد الدين، حيث قضى عدد من الأعوام سجين في قلعة القاهرة، قبل أن يتم الإفراج عنه بعد تحكيم والده الشيخ إبراهيم للإمام أحمد. ثم عمل في التجارة، فأنشأ محطة للمشتقات النفطية عند بلده «كرش»، قبل أن يتوسع في تجارة المواد الغذائية التي كان يجلبها من «عدن». وقد ساهم في إنشاء عدد من الشركات المساهمية قبل قيام ثورة 1962م. ففي عام 1960م، ساهم في تأسيس «شركة المحروقات اليمانية» (شركة النفط اليمنية في يومنا هذا)، وشغل منصب أول مدير عام لها. كما ساهم في تأسيس أول شركة طيران وطنية وهي «شركة الخطوط الجوية اليمانية» (الخطوط الجوية اليمنية في يومنا هذا). بالإضافة إلى عدد من المشاريع الأخرى، كشركة كهرباء تعز وغيرها. كما صدر في عام 1961م مرسوم إمامي قضى بأن يقوم الشيخ عبد القوي حاميم والأستاذ أحمد هائل سعيد والأستاذ عبد الله مطهر عبده بتأسيس الغرفة التجارية الصناعية في تعز.

## العمل الثوري

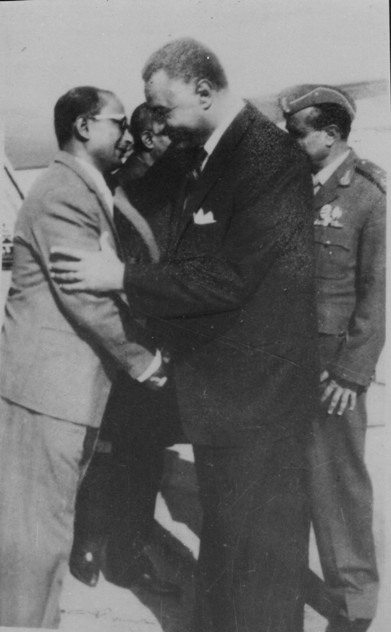
الشيخ عبد القوي حاميم يصافح الرئيس جمال عبدالناصر

في عام 1958م، أختير عضواً في الخلية الرئيسية للأحرار في تعز. ومن أهم إسهاماته للتحضير للثورة، تولي مسؤولية تهريب وإدخال الأسلحة والذخائر عبر الحدود، والتي كانت مصر ترسلها لدعم الثوار في اليمن عبر مدينة عدن بالتنسيق مع المناضلين محمد قائد سيف ومحمد مهيوب ثابت وعلي محمد سعيد وعبد الرحيم عبد الله. وكان الشيخ عبد القوي يحتفظ بتلك الأسلحة في قريته، ثم يقوم بمهمة إرسالها إلى مختلف مجاميع الأحرار داخل اليمن على أظهر الحمير والإبل. كما انه سخر منزله في مدينة تعز لتخزين كمية من سلاح الثورة، ليتم توزيعها عند قيام الثورة على أعضاء تنظيم الأحرار.
وفي مطلع أغسطس من عام 1962م، أجمع الثوار على اختيار الشيخ عبد القوي حاميم للسفر إلى القاهرة لشرح أسباب تأجيل تفجير الثورة المتفق عليه مسبقاً مع القاهرة. فسافر إلى الاتحاد السوفيتي وتشيكوسلوفاكيا للتمويه أولاً، بحكم منصبه كمدير لشركة المحروقات في حينها، ثم مر بالقاهرة حيث التقى بشكل سري مع رئيس مجلس الأمة المصري محمد أنور السادات لشرح موقف الثوار.
•	من مقولاته: «إن قوة الرجال لا تقاس بمدى قدرتهم على التخريب، ذلك عمل يستطيع أن يقوم به حتى قطاع الطرق وإنما بمدى ثباتهم على المبادئ وتمسكهم بوجه الحق واستماتتهم في الدفاع عنه»

## أهم المناصب التي تولاها
•	مدير شركة المحروقات اليمانية (قبل قيام ثورة السادس والعشرين من سبتمبر)
•	قائد الحدود الجنوبية ومسؤولاً عن الراهدة والشريجة (1962م)
•	عضو مجلس قيادة الثورة (1962م)
•	وزير الشؤون البلدية والقروية (1962م)
•	عضو مجلس الرئاسة (1963م)
•	عضو المكتب السياسي – وهي هيئة قيادية تتولى توجيه العمل السياسي وجهاز تشريعي أعلى في البلاد، وتكونت من تسعة أعضاء برئاسة رئيس الجمهورية المشير عبد الله السلال وعضوية كل من اللواء حسن العمري، القاضي عبدالرحمن الأرياني، القاضي محمد محمود الزبيري، الشيخ محمد علي عثمان، الأستاذ محمد أحمد نعمان، الشيخ عبد القوي حاميم، القاضي عبد السلام صبره، الأستاذ محمد مطهر (1964م)
•	نائب رئيس الوزراء لشؤون الأشغال والمواصلات والجنوب اليمني المحتل (1964م)
•	وزير الدولة في مجلس التنسيق المشترك بين الجمهورية العربية اليمنية والجمهورية العربية المتحدة (1964)
•	وزير الخارجية (1965م) 
•	مستشار رئيس الوزراء للشؤون الخارجية (1965م)

## وفاته
تم اغتيال الشيخ عبد القوي حاميم في 23 أغسطس 1965م على حدود مدينة الراهدة، بعد إتمامه لصلح قبلي. ثم دُفن في مقبرة الإجينات بمدينة تعز. وقد توفي عن أربعة أولاد هم: نجيب وحاميم وفؤاد وجمال، وابنتان.